# Nizami (ort i Azerbajdzjan, Sabirabad)
Nizami är en ort i Azerbajdzjan.   Den ligger i distriktet Sabirabad Rayonu, i den sydöstra delen av landet, 110 km sydväst om huvudstaden Baku. Antalet invånare är 2 852.
Terrängen runt Nizami är mycket platt. Närmaste större samhälle är Şirvan, 15,2 km öster om Nizami.
Trakten runt Nizami består till största delen av jordbruksmark. Runt Nizami är det ganska tätbefolkat, med 80 invånare per kvadratkilometer.